# Zoa
Zoa räknas som stammens anfader hos songhayfolket i Niger i Västafrika.